# Herpetacanthus rotundatus
Herpetacanthus rotundatus är en akantusväxtart som först beskrevs av Gustav Lindau, och fick sitt nu gällande namn av Cornelis Eliza Bertus Bremekamp. Herpetacanthus rotundatus ingår i släktet Herpetacanthus och familjen akantusväxter. Inga underarter finns listade i Catalogue of Life.